# 保存則
保存則（ほぞんそく、英: conservation law）とは、物理的変化あるいは化学的変化の前後で物理量（あるいは物理量の結合）の値が変わらない、という法則。言い方を変えると、現象の時間的あるいは段階的な変化の際に、考えている系内で、ある物理量の総和が変化しないことをいう。保存則が成り立つ系のことを保存系と呼ぶ。
最も基本的な保存則としては、運動量保存則、角運動量保存の法則、エネルギー保存の法則、質量保存の法則、電荷保存則などがある。
ネーターの定理により、系が持つある一つの保存則は系の持つ一つの対称性に対応することが示されている。それは幾何学 、特に位相幾何学 （トポロジー）の分野において保存量が重要視されることと無関係ではない。なぜなら物理学はその背後に必ず幾何学を秘めているからである。
なお、保存則の破れ（例外）が発見されることで、新しい物理理論が構築されるきっかけとなることがある。

## 近似的に成立する保存則
- 質量保存の法則（光速に比べ十分に遅い系で。または、原子核反応を伴わない通常の化学反応において）

## 色々な保存則と対称性
- エネルギー保存の法則 - 時間の並進対称性
- 運動量保存則 - 空間の並進対称性
- 角運動量保存の法則 - 空間の回転対称性
- 電荷保存則 - ゲージ変換の対称性

### 補足
1. ↑  ”Conserveation”は「保存」と訳されるが、ニュアンスとして「（結果として）不変」の意味で、”Preservation”のように「（何かによって、この場合は「法則」によって）不変であることを保証している」という意味ではないことに注意。派生して、”Conserved Current”、”Conserved Charge” の語は、それぞれ単純に”Current”は「流れ」、”Charge”は「荷、荷量」といった一般的な意味を扱い、それまでの電磁気学で扱う「電子」での「電流」「電荷」に限った意味ではない。そのためこれをそのまま「保存電流」「保存電荷」としてしまうと元のニュアンスが伝わらないので、「保存カレント」「保存チャージ」、さらには「ネーター・カレント」「ネーター・チャージ」とする日本語の教科書もある。